# Slag om Berlijn

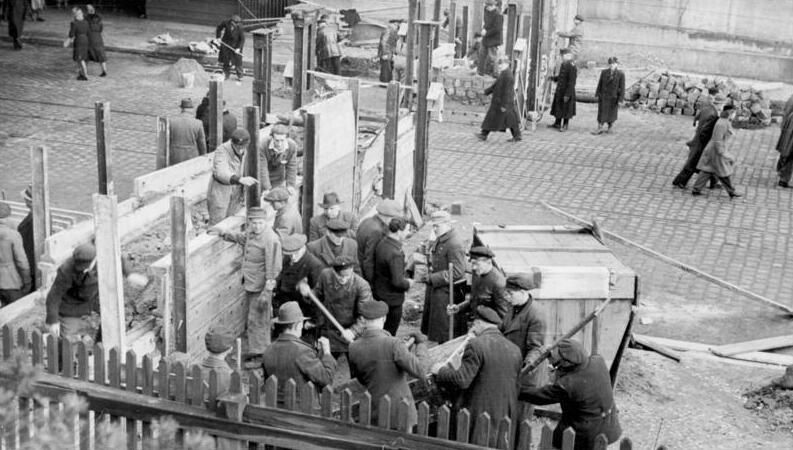
Volkssturmsoldaten maken een wegversperring, foto van 10 maart 1945

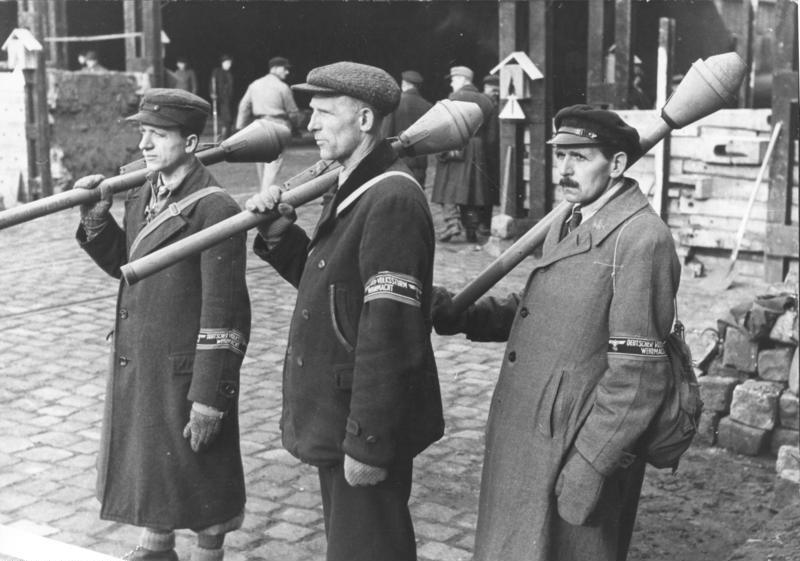
Volkssturmsoldaten staan met een Panzerfaust, foto van 10 maart 1945

Verwoeste huizen in Berlijn na een bombardement, foto van 21 maart 1945

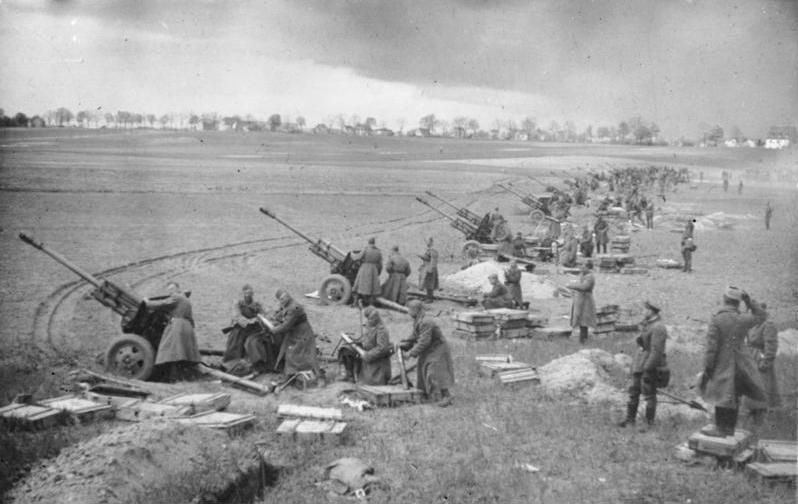
Russische kanonnen vuren op de stad Berlijn, april 1945

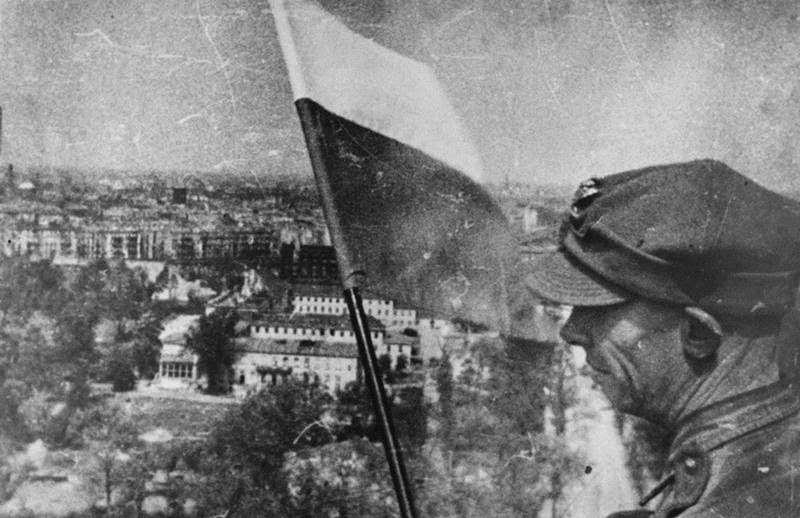
Poolse vlag op de Siegessäule in een vernietigd Berlijn, mei 1945

De Slag om Berlijn was de hevige strijd aan het eind van de Tweede Wereldoorlog om de Duitse hoofdstad van half april tot begin mei 1945. Het totale aantal slachtoffers (soldaten en burgers) is moeilijk precies vast te stellen, maar ligt waarschijnlijk aanzienlijk boven de 200.000. Verscheidene nazikopstukken, waaronder Adolf Hitler zelf, pleegden zelfmoord. Op 2 mei 1945 gaven de laatste verdedigers van Berlijn zich over. Enkele dagen later kwam een einde aan de Tweede Wereldoorlog in Europa.

## Voorbereiding
Het Sovjetoffensief in centraal Duitsland - wat na de verovering de Sovjet-bezettingszone in Duitsland werd en na 1949 Oost-Duitsland of de Duitse Democratische Republiek (DDR) - had twee doelen. Stalin geloofde niet dat - zoals afgesproken tijdens de Conferentie van Jalta - zijn Westerse bondgenoten het door hun bezette grondgebied na de oorlog aan de Sovjet-Unie zouden overhandigen en daarom startte hij een breed en snel offensief om hen zo westelijk mogelijk te ontmoeten. De belangrijkste doelstelling was echter de inname van Berlijn. Deze twee doelstellingen vulden elkaar aan omdat de inname van Berlijn noodzakelijk was voor de macht over de regio. Een andere overweging was dat Berlijn zelf 'nuttige naoorlogse strategische activa' had, met name de 'hoofdprijs' Adolf Hitler zelf maar ook bijvoorbeeld het Duitse atoombomprogramma.
Op 6 maart benoemde Hitler luitenant-generaal Hellmuth Reymann tot bevelhebber van het Berlijnse verdedigingsgebied. Reymann verving generaal Bruno Ritter von Hauenschild.
Op 20 maart werd generaal Gotthard Heinrici benoemd tot bevelhebber van de Weichsel-verdedigingsgroep. Hij verving Reichsführer-SS Heinrich Himmler. Heinrici was een van de beste verdedigers in het Duitse leger. Heinrici oordeelde correct dat de belangrijkste Sovjet-aanval over de rivier de Oder en langs de belangrijkste oost-west Autobahn van Breslau naar Berlijn kon worden verwacht. Hij besloot de oevers van de Oder met slechts een dun scherm van soldaten te verdedigen en de hoofdmacht te concentreren bij de Seelowhoogten, 90 kilometer ten oosten van de hoofdstad. Heinrici gaf daar de genie opdracht de hoogten te versterken. Tevens begon de genie de achterliggende rivier de Oder, reeds gezwollen door de lentedooi, in een moeras te veranderen door het water van een stroomopwaarts gelegen reservoir vrij te geven. Hierachter werden drie verdedigingsstellingen gebouwd. Deze stellingen liepen door tot aan de rand van Berlijn (de linies dicht bij Berlijn werden Wotan-stelling genoemd). De linies bestonden uit antitankgeschut en een uitgebreid netwerk van loopgraven en bunkers.
Op 9 april viel Koningsbergen in Oost-Pruisen in handen van het Rode Leger, na de capitulatie door Festungskommandant Lasch. Dit gaf het 2e Wit-Russische Front van generaal Konstantin Rokossovski de mogelijkheid westwaarts naar de oostelijke oever van de Oder te trekken.
Tijdens de eerste twee weken van april voerde het Rode Leger zijn snelste hergroepering van de oorlog uit. Generaal Georgi Zjoekov hergroepeerde zijn 1e Wit-Russische Front, dat langs de Oder van Frankfurt in het zuiden tot aan de Oostzee was opgesteld, naar enkel een gebied voor de Hoogten van Seelow. Het 2e Wit-Russische Front werd verplaatst naar de posities die door het 1e Wit-Russische Front, noordelijk van de Seelowhoogten, werden vrijgemaakt.
Tijdens deze hergroepering ontstonden er openingen in de linies en de resten van generaal Dietrich von Sauckens 2e Duitse Leger, dat dicht bij Danzig was geconcentreerd, slaagden erin naar de Weichsel te ontsnappen. In het zuiden verplaatste maarschalk Ivan Konev het belangrijkste gewicht van het 1e Oekraïense Front uit het noordwestelijke Opper-Silezië naar de Neisse. Men ontweek hierbij het gebied rond de Festung Breslau, omdat Breslau strijdgebied was gebleven en tot 6 mei 1945 zou worden verdedigd door fanatieke Duitse eenheden van onder andere de Hitlerjugend en Volkssturm.
De drie Sovjetfronten omvatten gezamenlijk 2,5 miljoen militairen (met inbegrip van een kleine 200.000 militairen uit het Poolse 1e Leger), 6.250 tanks, 7.500 vliegtuigen, 41.600 artilleriestukken en mortieren, 3.255 op vrachtwagens opgestelde lanceerinrichtingen voor Katjoesjaraketten (bijgenaamd 'Stalinorgels') en 95.383 motorvoertuigen.

## Sovjet-Russische opmars
In januari 1945 namen de Russen de Poolse hoofdstad Warschau in. Na een offensief dat resulteerde in het oversteken van de Narew rukten ze snel op: 30-40 kilometer per dag. De rivier de Oder vormde even een nieuwe frontlijn.
Een tegenaanval van de Duitsers, geleid door Himmler rond 24 februari, mislukte. Boedapest viel op 13 februari na drie vergeefse Duitse ontzettingspogingen. Een Duitse aanval met het onmogelijke doel de Donau als front te herstellen faalde op 16 maart. Op 30 maart trokken de Russen Oostenrijk binnen en op 13 april viel Wenen.

## Berlijn als frontstad
Op 16 april marcheerde het Rode Leger naar Berlijn. Op 20 april 1945 werd Adolf Hitler gewekt door het gedonder van Russische artillerie. Men was de Oder overgestoken en lag op een tiental kilometers van Berlijn. Hitler liet een speciale order uitgaan, waarin Berlijn als frontstad werd aangemerkt. De stad moest tot het uiterste verdedigd worden en het bestuursapparaat zou zich met medeneming van de nodige en vernietiging van de overige documenten in Noord-Duitsland vestigen. Wellicht hoopte Hitler tijd te winnen teneinde een bondgenootschap met de geallieerden te kunnen sluiten. Andere historici beweren dat Hitler zo veel mogelijk mensen met zich mee wilde slepen in zijn ondergang.

## Omsingeling
Terwijl hoge nazi's als Hermann Göring en Heinrich Himmler naar het noorden en zuiden vluchtten, sloten de Russen onder generaal Zjoekov Berlijn steeds verder in. Felle tegenstand bemoeilijkte de omsingeling, maar de Russen zetten alles op alles om de ring te sluiten en de stad te bezetten, ook vanuit de - terechte - veronderstelling dat de Duitse troepen zich anders aan de westelijke geallieerden zouden overgeven. Hitler had elke evacuatie van burgers verboden. De drie miljoen burgers leden honger en trachtten te overleven. Meestal ontweken ze zowel Russische als Duitse soldaten. In het bijzonder de Duitse "vliegende krijgsraden" waren gevreesd: doodseskaders die iedereen die ze verdachten van desertie executeerden en aan lantaarnpalen ophingen. De Wehrmacht, SS en Volkssturm moesten zich tot het uiterste verdedigen. Russische legereenheden, die een mitrailleurnest of weerstandshaard hadden omsingeld, zagen tot hun verbazing dat die soms bestond uit huilende kinderen.

## Einde
Op 29 april waren de Russen tot het centrum van Berlijn gevorderd. Terwijl Hitler trouwde met Eva Braun, verdedigde een harde kern van (buitenlandse, vooral Franse) SS'ers de kanselarij en omliggende gebouwen.
Aan het begin van de middag van 30 april zetten de Russen de aanval in op de Duitse Rijksdag. Na een hevige strijd lukte het de Russen echter niet om deze aanval door te zetten en wachtte men tot de duisternis was ingevallen. Uiteindelijk lukte het na zeer felle gevechten om één toren van het gebouw in te nemen en er een rode vlag te hijsen.
Na de zelfmoord van Hitler en Joseph Goebbels op respectievelijk 30 april en 1 mei besloten Wehrmachtsofficieren, inziend dat doorvechten zinloos was, op 1 mei tot overgave, maar veel SS'ers bleven doorvechten. Zjoekov dreigde, wanneer de Franse SS'ers zich niet zouden overgeven, de Rijksdag op te blazen. Op 2 mei beval de Duitse generaal Helmuth Weidling zijn troepen de wapens neer te leggen. Het duurde nog tot de middag voordat de laatste Duitse verdedigers van de Rijksdag zich hadden overgegeven aan het Rode Leger, waarbij moet worden opgemerkt dat van de bijna tweeduizend buitenlandse vrijwillige SS'ers - die dit gebouw hardnekkig verdedigden - er niet één levend in de handen van de Sovjets is gevallen. Aan Russische kant vielen bijna 2200 dodelijke slachtoffers. Na de Duitse overgave wisten de Russen de ruïnes te bezetten. Ook de Führerbunker werd bezet. Hier werden lijken van zelfmoordenaars gevonden en wachtende mensen, die krijgsgevangen werden gemaakt.

## De Sovjetvlag
Op 30 april, kort voor 23.00 uur, hees Sovjetsoldaat Michail Minin een rode doek op het dak van de Rijksdag. Hier bestaat geen foto van.
Stalin was daar niet tevreden over. Hij wilde dat een echte Sovjetvlag op de Rijksdag zou wapperen. Hij beval daarom op 1 of 2 mei onder het oog van de camera's een Sovjetvlag op het gebouw te hijsen. Soldaat Minin kreeg niet de eer daarbij te poseren. Die werd gegund aan sergeanten Meliton Kantaria en Michail Jegorov. Minin raakte in de vergetelheid. Wel bestaat er in Rusland nog een schilderij waarop hij samen met zijn kameraden de rode doek hijst op de Rijksdag.
De oorspronkelijke hijser van de vlag:
- Soldaat Michail Petrovitsj Minin (Russisch: Михаил Петрович Минин). Hij stierf op 10 januari 2008 op 85-jarige leeftijd en was een Rus.

De personen op de wereldberoemde foto:
- Sergeant Meliton Varlamovitsj Kantaria (Russisch: Мелитон Варламович Кантария, Georgisch: მელიტონ ქანთარია) (die poseert op de foto) stierf op 27 december 1993 in Moskou. Hij was geen Rus, maar bezat (net als Stalin) de Georgische subnationaliteit.
- Sergeant Michail Aleksejevitsj Jegorov (Russisch: Михаил Алексеевич Егоров) was wel een Rus, maar over hem is veel minder bekend. Hij hielp Meliton Kantaria bij het hijsen van de (echte) Sovjet-vlag op de Rijksdag op 2 mei 1945.
- Luitenant Alexei Prokopovitsj Berest (Oekraïens: Олексій Прокопович Берест) (de middelste) behoorde, evenals als Kantaria en Jerogov, tot het 756e regiment van de 150e schuttersdivisie. Hij stierf op 3 november 1970. Hij was van oorsprong een Oekraïner.

De fotograaf heette Jevgeni Chaldej.

## Film
De film Der Untergang speelt zich af tegen de achtergrond van deze slag.